# Can Maçana
|  | No s'ha de confondre amb Can Maçana (el Bruc). |

Can Maçana és una masia a la vila de Masquefa (Anoia) catalogada a l'Inventari del Patrimoni Arquitectònic de Catalunya.
És una masia enlairada amb un jardí al davant, molt reformada. A la façana s'hi distingeixen dues parts d'èpoques diferents: la part de la porta d'entrada, d'arc de mig punt adovellat, amb una inscripció del 1748. En aquesta part s'hi realitzà una falsa façana coronada amb copes de terracota, i respon a una reforma realitzada al mateix temps que l'altra part. Aquesta segona, està formada per una galeria coberta i sustentada per columnes, coronada amb llinda on hi ha la inscripció de 1863. Tant la barana de la galeria com la dels balcons són balustrades de terracota.
No se'n coneix l'any de la construcció però per les inscripcions que hi ha se sap que Jacint Viladés Massana, que adquirí la casa el 1725 en permuta de Can Maçana del Bruc, va fer-hi una edificació el 1748. Més tard, Agustí Mir i Vinyals fa de nou reformes segons l'altra inscripció de la galeria, de l'any 1863. Posteriorment al 1960 va ser restaurada.

## Història
1. 1 2  «Casa Maçana». Inventari del Patrimoni Arquitectònic de Catalunya.   Direcció General del Patrimoni Cultural de la Generalitat de Catalunya. [Consulta: 28 agost 2015].